# Айтос (дем Суровичево)
 Тази статия е за селото в Гърция.  За едноименния град в България вижте Айтос.  
А̀йтос или А̀етос (на гръцки: Αετός, Ает̀ос, в превод орел) е село в Република Гърция, дем Суровичево, област Западна Македония.

## География
Селото е разположено в северната част на котловината Саръгьол на 46 километра южно от град Лерин (Флорина) и на 12 километра западно от Суровичево в подножието на рида Радош, част от планината Вич.

## История

### В Османската империя
Според легендата селото дължи името си на турския бей Айти от съседното турско село Горицко, чийто чифлик е бил Айтос. Селото е основано от жители на изоставеното село Бегна. Селото се споменава за пръв път в османски дефтер от 1481 година като село с 59 домакинства, в което се отглеждат лозя и орехи.
В „Етнография на вилаетите Адрианопол, Монастир и Салоника“, издадена в Константинопол в 1878 година и отразяваща статистиката на населението от 1873 Айтос (Aïtos) е посочено като село с 30 домакинства с 88 жители българи и 503 жители мюсюлмани.
В 1889 година Стефан Веркович пише за Айтос:
| „ | Село Аетос с 50 български къщи, които плащат 7650 пиастри данък и 3860 инание-аскерие. Селото е разположено в склоновета на планина. На запад от него запозва планината Невеска, покрита с гори, в която живеят мечки и други зверове. | “ |

През 1893 година край Айтос е осветен манастирът „Свети архангели Михаил и Гаврил“, построен на мястото на развалини на стари църкви и манастир.
В 1896 година Гьорче Петров пише, че Айтос има 125 къщи с 690 жители, от които 80 къщи с 440 жители са  българо екзархийски, а 45 къщи с 250 жители са гъркомански.
 Според статистиката на Васил Кънчов („Македония. Етнография и статистика“) в 1900 година Айтос има 950 жители българи и 60 жители цигани.
На Етнографската карта на Битолския вилает на Картографския институт в София от 1901 година Айтос е чисто българско село в Леринската каза на Битолския санджак със 140 къщи.
Жителите на Айтос минават под върховенството на Българската екзархия в 1897 година, а според Христо Силянов след Илинденското въстание в началото на 1904 година и последните гъркомански къщи се отказват от Патриаршията. Селото не пострадва при потушаването на въстанието и в него са настанени бежанци от околните изгорени села като Любетино. През ноември 1903 година българският владика Григорий Пелагонийски и леринският архиерейски наместник отец Никодим раздават помощи за пострадалите от Илинденското въстание в Леринско и са посрещнати край Айтос от делегация от селото.
По данни на секретаря на екзархията Димитър Мишев („La Macédoine et sa Population Chrétienne“) в 1905 година в селото има 1064 българи екзархисти и 66 цигани християни и функционира българско училище. На 14 май 1904 година в селото е убит андартът Вангел Георгиев. На 28 юли 1905 година андратската чета на Йоанис Калогеракис напада Айтос, но е отблъсната, като в сражението загиват Калогеракис и двама от хората му. В отговор на акция на ВМОРО в гъркоманското Раково андарти нападат Айтос на 12 октомври 1907 година. Убити са 5 жени и 6-а мъже, сред които и деца, 10 къщи са изгорени. В същата 1905 година андартите нападат втори път Айтос, опожаряват 10 къщи и убиват 75-годишния свещеник Дине Минчов. Към 1906-1907 година енорийски свещеник в селото е Анастас Шишков.
При избухването на Балканската война 15 души от Айтос се включват като доброволци в Македоно-одринското опълчение.
Според секретаря на Леринската българска митрополия Васил Трифонов в Айтос към края на османската власт има „120 чисто български къщи“.

### В Гърция
През войната селото е окупирано от гръцки части и остава в Гърция след Междусъюзническата война. Боривое Милоевич пише в 1921 година („Южна Македония“), че Айтос (Аjтос) има 160 къщи славяни християни. В 1932 година в Айтос има 166 българогласни семейства, от които 159 са с „изявено българско съзнание“. В 1945 година в селото има 1335 българофони, 1185 от които с „негръцко национално съзнание“, 50 с гръцко и 100 с „неустановено национално съзнание“. Селото пострадва по време на Гръцката гражданска война – в Югославия се изселват 20 семейства, а много други в другите социалистически страни и отвъд океана. Намаляването на населението през 60-те се дължи на емиграция в Австралия и Канада.
В селото има две църкви – „Свети Георги“ от 1836 и манастирската „Свети Архангели“ от 1892 година, а съборът на селото е на 8 ноември – Архангеловден. Параклисът „Света Параскева“ е построен в 1860 година под манастира около смятан за светен извор. В 1960 година е обновен.
Всяка година в Айтос се провежда фестивал на чушките. До 2011 година Айтос е център на самостоятелен дем в ном Лерин.
| Име                 | Име      | Ново име | Ново име | Описание                                          |
| ------------------- | -------- | -------- | -------- | ------------------------------------------------- |
| Бара                | Μπάρα    | Валтос   | Βάλτος   | местност на ЮИ от Айтос и на ЮЗ от Любетино       |
| Золевци или Зеленци | Ζέλεντσί | Прасинон | Πράσινον | местност на СИ от Айтос                           |
| Дърма               | Ντάρμα   | Вата     | Βάτα     | местност на ЮИ от Айтос и на СЗ от Долно Неволяни |

### Преброявания
- 1913 – 785 жители
- 1920 – 785 жители
- 1928 – 941 жители
- 1940 – 1189 жители
- 1951 – 1056 жители
- 1961 – 1016 жители
- 1971 – 823 жители
- 2001 – 857 жители
- 2011 – 759 жители

## Личности
Родени в Айтос
- Благой Динев Нашов, македоно-одрински опълченец, четата на Пандо Шишков[24]
- Благоя Пецов (1909 – 1949), гръцки комунист, участвал в презиборните кампании в 1932, 1933 и 1936 година, арестуван и измъчван по време на диктатурата на Метаксас, участник в съпротивата срещу германската окупация, след споразумението от Варкиза е затворен, войник на ДАГ, загива на 16 април 1949 година на Айтоски връх[25]
- Ване Ристо Бакал, арестуван през септември 1903 година, обвинен в „даване на укритие и помощ на българските комити“, осъден на 10 години каторга, заточен в Диарбекир, амнистиран с общата амнистия от 12 април 1904 година[26]
- Васил Благоев Пецов (1932 – 1948), гръцки комунист, куриер на 28-а бригада ДАГ, загинал през октомври 1948 година[27]
- Георги Дафов, македоно-одрински опълченец, Трета рота на Пета одринска дружина[28]
- Георги Костов (1872 – 1916), български революционер от ВМОРО
- Икономос Папалексиу (Οικονόμος Παπαλεξίου), гръцки андартски деец от втори клас[29]
- Илия Константинов, български революционер и свещеник
- Кирияс Динев (1888 – ?), македоно-одрински опълченец, Първа рота на Четвърта битолска дружина[30]
- Киро (1924 – 1949), гръцки комунист[31]
- Коста Д. Кьосев, македоно-одрински опълченец, четата на Пандо Шишков[32]
- Коче Мите, учител, арестуван през септември 1903 година, обвинен в „даване на укритие и помощ на българските комити“, осъден на 5 години каторга, заточен в Диарбекир, амнистиран с общата амнистия от 12 април 1904 година[26]
- Михаил Костов (1872 – ?), македоно-одрински опълченец, часовникар, живеещ в Битоля, Първа рота на Четвърта битолска дружина, носител на орден „За храброст“, IV степен[33]
- Михаил Хараламбов п. Илиев, български кмет на Шопско Рудари през Втората световна война (1 май 1943 - 5 ноември 1943) и на Матейче (5 ноември 1943 - 21 юли 1944)[34]
- Никола Димитров, македоно-одрински опълченец, Трета рота на Дванадесета лозенградска дружина, Сборна партизанска рота на МОО, попаднал в плен през Междусъюзническата война на 12 юли 1913 година и освободен на 4 декември 1913[35]
- Никола Ицо Петков, македоно-одрински опълченец, четата на Пандо Шишков, нестроева рота на Осма костурска дружина[36]
- Никола Кръстев Петров (1884 – 1913), македоно-одрински опълченец, четата на Пандо Шишков, четата на Христо Цветков, Първа рота на Шестнадесета щипска дружина, Сборна партизанска рота, убит на 5 юли 1913 година в Междусъюзническата война[37]
- Сотир Колев, македоно-одрински опълченец, четата на Пандо Шишков, Втора рота на Дванадесета лозенградска дружина[38]
- Трайче Ване Бекчия, арестуван през септември 1903 година, обвинен в „даване на укритие и помощ на българските комити“, осъден на 10 години каторга, заточен в Диарбекир, амнистиран с общата амнистия от 12 април 1904 година[26]
- Трифун Робев (? – 1948), деец на ДАГ
- Тръпе Иванов Блълев (Тръпко, Тръпче Белев) (1872 – ?), деец на ВМОРО, македоно-одрински опълченец, четата на Пандо Шишков, Трета рота на Дванадесета лозенградска дружина, Сборна партизанска рота,[39][40] попаднал в гръцки плен[41]
- Тръпко Карапалев (1882 - ?), български революционер от ВМОРО и свещеник
- Христо Д. Олев, македоно-одрински опълченец, четата на Пандо Шишков[42]
- Христо Николов, македоно-одрински опълченец, Трета рота на Седма кумановска дружина[43]
- Христо Николов Каракацалов (Каракалцев), български революционер, деец на ВМОРО, македоно-одрински опълченец, четата на Христо Цветков, четата на Пандо Шишков,[44] Сборна партизанска рота на МОО, попаднал в гръцки плен[41]

Починали в Айтос
- Алексо Лепишков (? – 1905), терорист и селски войвода на ВМОРО
- Вангел Георгиев (1876 – 1904), гръцки андартски капитан
- Йоанис Калогеракис (? – 1905), деец на Гръцката въоръжена пропаганда в Македония
- Йордан Мишайков (1887 – ?), македоно-одрински опълченец от село Осничани, Първа и Втора рота на Шеста охридска дружина, Сборна партизанска рота на МОО, носител на орден „За храброст“ IV степен, загинал край Айтос в Междусъюзническата война на 5 юли 1913 година[45]
- Йордан Наков (1890 – 1913), македоно-одрински опълченец от село Жупанища, Първа рота на Шеста охридска дружина, Сборна партизанска рота на МОО, убит в Междусъюзническата война на 5 юли 1913 година при Айтос[46]